# محمد الحسن ولد الددو
مُحَمَّدٌ اَلْحَسَنُ بْنُ اَلدَّدَوْ اَلشِّنْقِيطِيُّ فقيه وعالم متمكن في العلوم الإسلامية يعتبر من علماء موريتانيا والعالم الإسلامي من مواليد نهاية شهر أكتوبر عام 1963 في البادية التابعة لمقاطعة بوتلميت (150 كلم شرق العاصمة الموريتانية نواكشوط.

ينحدر من أسرة اعتبارية معروفة في البلاد بالعلوم الشرعية والتقليدية، إذ تربى في كنف جده لأمه محمد عالي ولد عدود الذي كان أحد أهم علماء الدين في عصره في البلاد، خاله هو محمد سالم ولد عدود الذي كان هو الآخر أحد أهم علماء عصره.

## سيرته
ولد الشيخ محمد الحسن ولد الددو عام ثلاثة وستين في مدينة بوتلميت بموريتانيا بدأ دراسة القرآن الكريم صغيرا وأتم حفظه عند سن السابعة تعلم مبادئ العلوم الشرعية وصحب جده الشيخ محمد علي ولد عدود درس عليه ولازمه حتى وفاته أوائل الثمانينات.
سمع الحديث وأوجز فيه من عدد من المشايخ من دول مختلفة منها: السعودية ومصر واليمن وبلاد الشام والمغرب والهند.
عام ستة وثمانين نال شهادة البكالوريا وكان من المتفوقين على مستوى الدولة وسُجِّل بكلية الحقوق بجامعة نواكشوط ثم حاز على المركز الأول في مسابقة المعهد العالي للدراسات والبحوث الإسلامية ومسابقة جامعة الإمام محمد بن سعود في نواكشوط.
عام ثمانية وثمانين انتقل ولد الددو إلى الرياض ليكمل دراسته في كلية الشريعة بجامعة الإمام محمد بن سعود وحاز منها على درجة الماجستير بامتياز وكانت رسالته عن مخاطبات القضاة في الفقه الإسلامي. بين عامي ألفين وثلاثة وألفين وخمسة سُجن الشيخ عدة مرات من قبل نظام الرئيس المخلوع معاوية ولد سيدي أحمد الطايع وتم الإفراج عنه بعد الإنقلاب بأيام قليلة.
في مسيرته العملية شغل مناصب مختلفة؛ ففي عام ألفين وسبعة أنشأ وترأس مركز تكوين العلماء بنواكشوط وتولى رئاسة جامعة عبد الله بن ياسين بموريتانية بالإضافة إلى عضويته بمجلس أمناء الاتحاد العالمي لعلماء المسلمين الذي كان يرأسه الدكتور يوسف القرضاوي.
ساند الددو الربيع العربي وشارك بالفتوى في الأحداث السياسية مثل الثورة الليبية والمصرية والسورية.
للشيخ الددو عدد من المؤلفات والشروح والمحاضرات المنشورة منها:
- اليوم الآخر مشاهد وحكم
- الفقه المضيء
- النهر العذب

## النشأة والتعليم

### شيوخه والدراسة المحظرية
- بدأ الشيخ دراسة القرآن الكريم في السنة الخامسة من عمره وأكمله بعد تجاوز السنة السابعة، ودرس مبادئ العلوم الشرعية واللغوية على والديه، وجدته، وعمة والدته، وخالة أبيه، وقرأ على والده القرآن بقراءة نافع بروايتي ورش وقالون، ومبادئ علوم القرآن، وصحب جده الشيخ محمد عالي ولد عبد الودود، ودرس عليه ولازمه حتى وفاته سنة 1401 هـ.(1982م)، وقد درس عليه أكثر ما يدرس في المحاضر من العلوم، -أي قرابة أربعين علما- وأجازه في كل ما يرويه من معقول ومنقول، وقد دربه على التدريس، وارتجال الشعر والخطابة.
- كما درس علوما شتى على أخواله الشيخ محمد يحيى والشيخ محمد سالم والشيخ عبد الله البحر أبناء الشيخ محمد عالي بن عبد الودود (عدود)، كما درس على خال أمه محمد الأمين بن الددو المعروف بالطبيب.
- سمع الحديث وأجيز فيه من عدد من المشايخ في مختلف البلاد، كما أجيز في القراءات العشر من طريق الشاطبية والدرة، وفي كتب الحديث كالصحيحين والسنن الأربع والموطأ والمستدرك ومسند أحمد والدارمي وسنن البيهقي والدارقطني، وغيرها من دواوين الحديث وأجزائه، وحفظ بعضها.

ومن المشايخ الذين سمع منهم وأجازوه:
- من المملكة العربية السعودية: الشيخ حمود بن عبد الله التويجري، -والشيخ محمد ياسين الفاداني، -والشيخ سليمان اللهيبي، وغيرهم..
- ومن بلاد مصر: الشيخ محمد أبو سنة وغيره..
- ومن بلاد الشام: -الشيخ عبد الفتاح أبو غدة، والشيخ محمد عبد اللطيف الفرفور، المفتى العام للجمهورية السورية، وغيرهما.
- ومن بلاد المغرب: -الشيخ محمد عبد الله بن الصديق الغماري وغيره...
- ومن بلاد اليمن: الشيخ القاضي محمد بن إسماعيل العمراني، -والشيخ محمد يوسف حربه، وغيرهما.. ومن بلاد الهند: -الشيخ أبو الحسن بن عبد الحي الندوي الحسني، -والشيخ نعمة الله الإديوبندي، نوغيرهما.. ومن موريتانيا: -الشيخ محمد فال (اباه) بن عبد الله ابن اباه.
- ـ ومن المشايخ الذين أفاد منهم أو درس عليهم في الكلية أو ناقشوه في بعض الرسائل العلمية: -الشيخ عبد العزيز بن باز المفتى العام للملكة العربية السعودية سابقا، -والشيخ عبد العزيز آل الشيخ المفتى العام للملكة العربية السعودية، -والشيخ محمد بن عثيمين، -والشيخ ناصر الدين الألباني، -والشيخ عبد الله الركبان، والشيخ صالح اللحيدان، -والشيخ صالح الأطرم، -وابنه الشيخ عبد الرحمن -والشيخ عبد الله الرشيد وغيرهم.
- ـ ومن المشايخ الذين كتبوا له تزكيات: -الشيخ محمد سالم ابن عبد الودود، -والشيخ بداه ابن البوصيري، -والشيخ عبد العزيز آل الشيخ مفتى المملكة العربية السعودية، -والشيخ عبد الله الركبان، -والشيخ عبد الله الرشيد، وغيرهم...

### الدراسة النظامية
- شارك في باكالوريا (1986م)، وكان من المتفوقين على المستوي الوطني، سجل في جامعة نواكشوط - كلية الحقوق ـ وشارك في مسابقة المعهد العالي للدراسات والبحوث الإسلامية فجاء الأول فيها، كما جاء الأول في مسابقة القسم الجامعي لجامعة الإمام محمد بن سعود في نواكشوط ليلتحق به، وإثر مقابلة مع مدير الجامعة أثناء زيارة له لنواكشوط اتخذ هذا الأخير قراراً بنقل محمد الحسن إلى الرياض مباشرة، فسجلته الجامعة في الرياض في المستوى الثالث في كلية الشريعة ليكمل الدراسة فيها. حصل على الماجستير بامتياز في نفس الجامعة وكانت رسالته عن «مخاطبات القضاة» في الفقه الإسلامي.

## مؤلفات وإصدارات

### كتب مطبوعة
له عدة كتب مطبوعة منها:
1. مخاطبات القضاة.
2. مقومات الأخوة الإسلامية.
3. مشاهد الحج وأثرها في زيادة الإيمان.
4. كتاب محبة النبي صلى الله عليه وسلم.
5. كتاب فقه الخلاف.
6. شرح ورقات إمام الحرمين في الأصول.
7. كتاب اليوم الآخر مشاهد وحكم.
8. التكفير.. شروطه وضوابطه وأخطاره ومزالقه.

### كتب غير مطبوعة
وله عدد من الكتب غير المطبوعة منها:
1. كتاب الأدلة الشرعية؛ أنواعها وسماتها وعوارضها.
2. كتاب مراتب الدلالة في الأصول.
3. كتاب أحكام السلم في الفقه.

وله عدد كبير من الفتاوى والأشرطة العلمية والدعوية؛ بعضها سلاسل علمية فيها شروح لكتب كصحيح البخاري وألفية ابن مالك ولاميته وغيرها.

## وظائف وعضويات
- رئيس مركز تكوين العلماء بموريتانيا بنواكشوط، وهو مركز أهلي يسعى لتخريج أعداد من العلماء الربانيين المتبحرين في مختلف العلوم الشرعية، يُدَرّس فيه اثنان وخمسون علماً على أيدي عدد من خيرة العلماء.
- رئيس جامعة عبد الله بن ياسين بنواكشوط - موريتانيا.
- رئيس مجلس الشورى بجمعية المستقبل للثقافة والتعليم بموريتانيا.
- عضو مجلس أمناء الاتحاد العالمي لعلماء المسلمين.

## في فلسطين
جاء إلى غزة في ديسمبر 2012، وألقى كلمة وتحدث باسم علماء الأمة الإسلامية في الذكرى 25 لتأسيس حركة المقاومة الإسلامية (حماس)، وقد حضر المهرجان آنذاك كبار قادة الحركة ومكتبها السياسي على رأسهم خالد مشعل.

### فيمعركة العصف المأكول
قال بوجوب نصرة المقاومة في فلسطين، في لقاء مع قناة الجزيرة، وفي إطار جوابه على سؤال يتعلق بإمكانية تسليم المقاومة سلاحها، قال الشيخ: «إن الحكام الفاسدين هم الذين عليهم أن يسلموا أسلحتهم ما داموا يخذلون غزة»، مضيفاً: أما المقاومون فهم الذين يموتون دون أسلحتهم كما كان الصحابة  يفعلون.
وأكد الشيخ أن على المسلمين أن يهتموا بمختلف قضايا الأمة الإسلامية وأن يكونوا نصرة للمستضعفين في كل مكان، وأن لا تنشغل كل دولة بواقعها ووضعها على حدة.

## مؤتمرات حضرها
يشارك الددو في الكثير من المؤتمرات الدولية منها:
- مؤتمر مجلس أمناء الاتحاد العالمي لعلماء المسلمين.
- المجمع الفقهي التابع لرابطة العالم الإسلامي.
- المجمع الفقهي التابع للمؤتمر الإسلامي.
- درس الشيخ وحاضر في جامعة الإيمان باليمن، وحاضر في أكثر بلدان العالم العربي والإسلامي، وفي أوروبا وإفريقيا وآسيا وأمريكا، وزار في رحلات دعوية أكثر من خمسين دولة.

## مشاركاته الإعلامية
استضيف الشيخ في الكثير من البرامج التلفزيونية والإذاعية: برنامج «مفاهيم» على قناة فور شباب مع المقدم د عادل باناعمه وهو برنامج سنوي في رمضان من ثلاثين حلقة وقد أتم خمس مواسم، وبرنامج «فقه العصر» في قناة اقرأ، وبرنامج «الجواب الكافي» في قناة المجد، وبرنامج مبادئ العلوم في قناة المجد العلمية، وبرنامج الشريعة والحياة وبرنامج «لقاء اليوم»، وبرنامج «مباشر مع» في قناة الجزيرة، وبرنامج «قضايا إسلامية» في الفضائية الموريتانية، والعديد من البرامج في تلفزيونات قطر، والشارقة، وأبوظبي، ودبي، والفجر، والقناة السعودية الأولى، بالإضافة إلى البرامج الإذاعية في إذاعة القرآن الكريم السعودية والإذاعة الموريتانية، وإذاعة أبو ظبي، وإذاعة قطر وغيرها.

### لقاءاته على قناة الجزيرة
له العديد من اللقاءات المهمة على قناة الجزيرة ومنها:
- برنامج لقاء اليوم:
  1. محمد الحسن ولد الددو.. انقلاب العسكر على ولد الشيخ، 21 نوفمبر 2008
  2. محمد الحسن ولد الددو.. الديمقراطية الموريتانية، 11 فبراير 2007م
  3. محمد الحسن ولد الددو.. الإسلاميون والمرحلة الانتقالية، 8 سبتمبر 2005م
- برنامج الشريعة والحياة:
  1. نصرة النبي صلى الله عليه وسلم، 26 مارس 2006م
  2. الانتفاضة وواجب المسلمين تجاه الفلسطينيين ح2، 21 فبراير 2002م
- برنامج مباشر مع:
  1. علماء مورتانيا والجماعات المسلحة على يوتيوب، يونيو 2010
  2. الحوار مع تيار السلفية الجهادية على يوتيوب، فبراير 2010
- برنامج مفاهيم مع عادل باناعمة
  1. الحرية 1 على يوتيوب، مارس 2011
  2. الحرية 2 على يوتيوب، مارس 2011
  3. التشدد في الدين 1 على يوتيوب، مارس 2011
  4. التشدد في الدين 2 على يوتيوب، مارس 2011
  5. التشدد في الدين 2 على يوتيوب، مارس 2011
  6. التربية الروحية 1 على يوتيوب، مارس 2011
  7. التربية الروحية 2 على يوتيوب، مارس 2011
  8. الولاء والبراء على يوتيوب، مارس 2011
  9. العلاقة بين الرجل والمرأة 1 على يوتيوب، مارس 2011
  10. العلاقة بين الرجل والمرأة 2 على يوتيوب، مارس 2011
  11. العلاقة بين الرجل والمرأة 3 على يوتيوب، مارس 2011
  12. الجهاد على يوتيوب، مارس 2011
  13. الغيبيات 1 على يوتيوب، مارس 2011
  14. الغيبيات 2 على يوتيوب، مارس 2011
  15. التدين والالتزام 1 على يوتيوب، مارس 2011
  16. التدين والالتزام 2 على يوتيوب، مارس 2011
  17. الاختلاف الفقهي 1 على يوتيوب، مارس 2011
  18. الاختلاف الفقهي 2 على يوتيوب، مارس 2011
  19. أسئلة ومراجعات 1 على يوتيوب، مارس 2011
  20. أسئلة ومراجعات 2 على يوتيوب، مارس 2011
  21. اتباع السلف 1 على يوتيوب، مارس 2011
  22. اتباع السلف 2 على يوتيوب، مارس 2011
  23. اتباع السلف 3 على يوتيوب، مارس 2011
  24. الحب على يوتيوب، مارس 2011

## وصلات خارجية
- الموقع الرسمي للشيخ
- صفحته على موقع طريق الإسلام
- الشيخ الددو وسيط الأزمات في موريتانيا.. أم براغماتي الإسلاميين؟[وصلة مكسورة]، جريدة الشرق الأوسط، 12 مارس 2010
- ذكرياتي.. مع الشيخ الدّدو: أزمة العلماء في العالم الإسلامي بين الحكام والجهال، مصطفى فرحات، مجلة العصر، 7 مايو 2003

- ShaikhDadow على تويتر.